# 沙河街道 (沈阳市)
沙河街道，是中华人民共和国辽宁省沈阳市苏家屯区下辖的一个乡镇级行政单位。

## 行政区划
沙河街道下辖以下地区：
沙河社区、新立村、官屯村、韩城堡村、鲍家洼子村、河北村、吴家屯村、东大房身村、沙河铺村、长岭子村和三道岗子村。